# Grammy Award for Best Latin Recording
Der Grammy Award for Best Latin Recording, auf Deutsch „Grammy-Auszeichnung für die beste Aufnahme lateinamerikanischer Musik“, war ein Musikpreis, der von 1976 bis 1983 von der amerikanischen Recording Academy im Bereich der lateinamerikanischen Musik verliehen wurde.

## Geschichte und Hintergrund
Die seit 1959 verliehenen Grammy Awards werden jährlich in zahlreichen Kategorien von der Recording Academy in den Vereinigten Staaten vergeben, um künstlerische Leistung, technische Kompetenz und hervorragende Gesamtleistung ohne Rücksicht auf die Album-Verkäufe oder Chart-Position zu würdigen.
Eine dieser Kategorien war der Grammy Award for Best Latin Recording. Die Auszeichnung wurde in den Jahren 1976 bis 1983 verliehen. Ab 1984 wurde der Bereich der Latin-Musik überarbeitet und erweitert. Seit diesem Jahr wurde der Grammy Award for Best Latin Pop Album, der Grammy Award for Best Tropical Latin Album und der Grammy Award for Best Mexican/Mexican American Album verliehen.

## Gewinner und Nominierte
| Jahr | Winner            | Nationalität       | Aufnahme                           | Nominierte | Bild des/der Gewinner(s) |
| ---- | ----------------- | ------------------ | ---------------------------------- | --- | ------------------------ |
| 1976 | Eddie Palmieri    | Vereinigte Staaten | Sun of Latin Music                 | - Paunetto’s Point von Bobby Paunetto - "Quieres Ser Mi Amante" von Camilo Sesto - Fania All-Stars Live at Yankee Stadium, Vol. 1 von Fania All-Stars - Afro-Indio von Mongo Santamaría - Barretto von Ray Barretto - The Good, the Bad and the Ugly von Willie Colón |                          |
| 1977 | Eddie Palmieri    | Vereinigte Staaten | Unfinished Masterpiece             | - La Gormé von Eydie Gormé - Salsa - Soundtrack von Fania All-Stars - Cocinando la Salsa von Joe Cuba - El Maestro von Johnny Pacheco - Sofrito von Mongo Santamaría                                                                                                  |                          |
| 1978 | Mongo Santamaría  | Kuba               | Dawn                               | - Muy Amigos/Close Friends von Eydie Gormé and Danny Rivera - Fire Works von Machito Orchestra with Lalo Rodríguez - Tomorrow: Barretto Live von Ray Barretto Band - La Leyenda von Tito Puente                                                                       |                          |
| 1979 | Tito Puente       | Vereinigte Staaten | Homenaje a Beny Moré               | - Lucumi, Macumba, Voodoo von Eddie Palmieri - Coro Miyare von Fania All-Stars - Laurindo Almeida Trio von Laurindo Almeida - Mongo a la Carte von Mongo Santamaría - La Raza Latina von Orchestra Harlow                                                             |                          |
| 1980 | Irakere           | Kuba               | Irakere                            | - Cross Over von Fania All-Stars - Touching You, Touching Me von Airto Moreira - Eternos von Celia Cruz and Johnny Pacheco |                          |
| 1981 | Cal Tjader Sextet | Vereinigte Staaten | La Onda Va Bien                    | - Irakere 2 von Irakere - Hey! von Julio Iglesias - Rican/Struction von Ray Barretto - Dancemania ’80 von Tito Puente |                          |
| 1982 | Clare Fischer     | Vereinigte Staaten | Guajita Pa’ La Jeva                | - Gózame! Pero Yu... von Cal Tjader - Summertime Digital at Montreux, 1980 von Dizzy Gillespie with Mongo Santamaría - Eddie Palmieri von Eddie Palmieri - Brazilian Soul von Laurindo Almeida and Charlie Byrd                                                       |                          |
| 1983 | Machito           | Kuba               | Machito and His Salsa Big Band ’82 | - Rhythm of Life von Ray Barretto - Canciones del Solar de los Aburridos von Willie Colón and Rubén Blades - Escenas de Amor von José Feliciano - Momentos von Julio Iglesias                                                                                         |                          |